# Geschwaderkommodore
Geschwaderkommodore (ou simplement Kommodore) est une fonction (non un rang militaire) dans la Luftwaffe pendant la Seconde Guerre mondiale.
Le Kommodore avait généralement le rang de Major, d'Oberstleutnant ou d'Oberst et commandait une Geschwader composé de Gruppen, eux-mêmes commandés par un Gruppenkommandeur.